# Xiph.Org Foundation

Logo di Xiph.Org

La Xiph.Org Foundation è una organizzazione no-profit dedicata alla produzione di formati multimediali liberi. Il nome e il logo derivano dallo Xiphophorus helleri.

## Progetti della Xiph.Org Foundation
- Ogg
  - Vorbis
  - Theora
  - FLAC
  - Speex
  - Tremor
  - Tarkin
  - Writ
  - OggUVS
  - OggPCM
  - Skeleton
  - RTP-container
  - CMML
- Xiph QuickTime Components
- Annodex
- cdparanoia
- XSPF
- Icecast
- Ices